# أوريانا (اسم)
أوريانا هو بشكل أساسي اسم للإناث، واسع الانتشار وإن لم يكن شائعًا جدًا، في اللغات الأوربية.

## أناس بهذا الاسم
- أوريانا فالاسي (1929 - 2006)، صحفيّة إيطاليّة، ناشرة، مقابلة سياسية.
- أوريانا بانوزو، ممثلة أسترالية.